# Personnes (installation)
Personnes est le titre d'une installation artistique de Christian Boltanski. Elle a été présentée au public lors de l'exposition Monumenta au Grand Palais à Paris en 2010.

## Contexte
Personnes a été présentée lors de l'exposition Monumenta en 2010. Monumenta est une exposition d'art contemporain qui a lieu à Paris. Elle est organisée à l'initiative du Ministère de la Culture et de la Communication, et coproduite par le Centre national des arts plastiques (CNAP) et la Réunion des musées nationaux-Grand Palais.

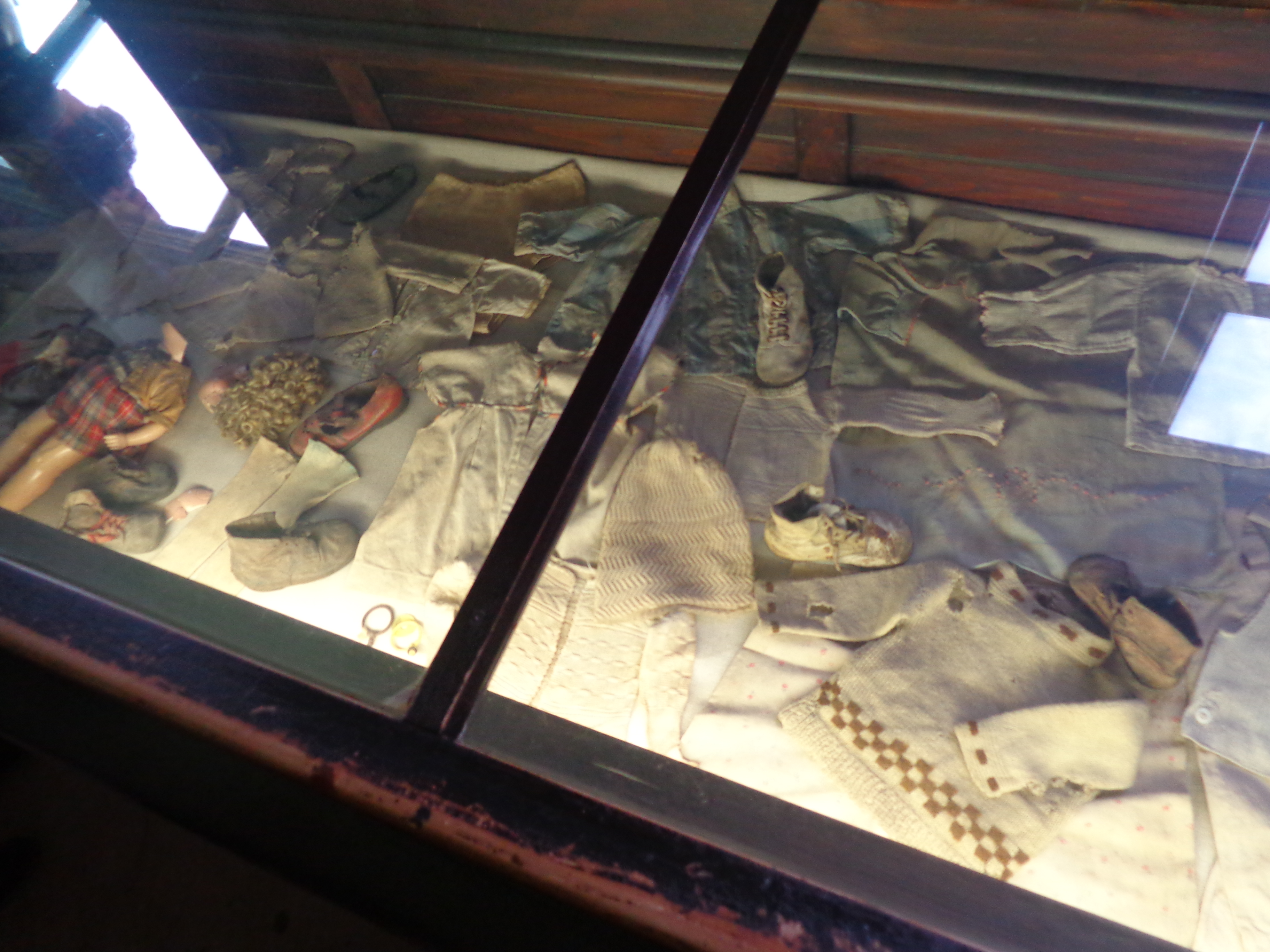
Objets ayant appartenu aux déportés, musée d'Auschwitz.

L'exposition consiste à proposer à un artiste contemporain d'investir l'espace de la nef du Grand Palais, avec une œuvre conçue spécialement pour l'occasion. Cette nef, d'une superficie de 13 500 m2 et d'une hauteur maximale de 45 mètres sous la coupole, permet l'exposition d'œuvres de très grandes dimensions. Le Grand Palais est un bâtiment qui accueille des salons et des expositions depuis 1901. Christian Boltanski expose son installation Personnes lors de la troisième édition de Monumenta, du 13 janvier au 21 février 2010. Cette exposition attire quelque 150 000 visiteurs.
Personnes est une installation qui fait référence à la Shoah, un thème récurrent dans la production artistique de Christian Boltanski. L'artiste est né pendant la Seconde Guerre mondiale ; il est issu d'une famille juive. Son père a échappé à la déportation en se cachant. À partir de 1987 l'artiste s'éloigne de la photographie et se tourne vers le vêtement, objet de mémoire du génocide des juifs. En 1988, Réserve Canada est une référence directe aux entrepôts que les nazis utilisaient pour stocker les possessions des personnes déportées. Cette installation est composée de vêtements en tissus, de lampes. Dans son œuvre intitulée Entre-temps en 2003, Boltanski retravaille les photographies des victimes de l'Holocauste. Il met en scène les thèmes de la mort, de la mémoire et de l'identité.

## Description et analyse
Personnes est une installation visuelle et sonore, dans la nef du Grand Palais non chauffée, selon la volonté de Christian Boltanski. Elle est éclairée par la lumière naturelle diffusée par la verrière du Grand Palais. Elle débute par un mur de ferraille. Le spectateur peut déjà entendre des battements de cœur. Des boîtes rouillées empilées semblent contenir des archives, des traces : elles sont alignées le long d'un mur sur 42 mètres de longueur. Elles sont surmontées de lampes. Chaque boîte porte une étiquette numérotée.

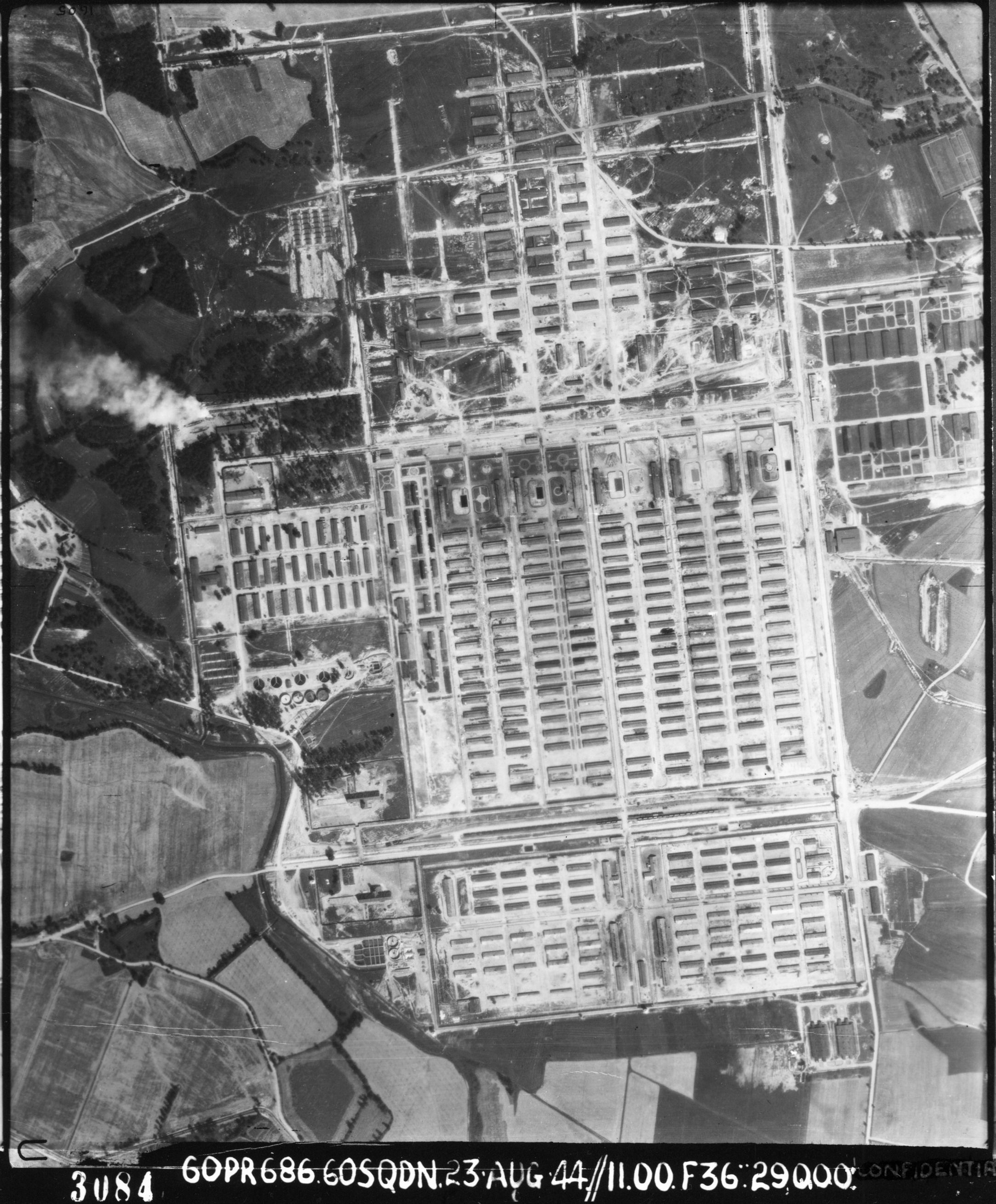
Vue aérienne du camp d'Auschwitz en 1944

69 espaces rectangulaires sont alignés sur trois rangées le long de la nef sur près de 200 mètres ;chaque rectangle mesure cinq mètres sur huit. Chacun de ces rectangles est recouvert de vêtements posés à plat au sol, face contre terre. Ces milliers de vêtements sont divers par leurs couleurs, leurs tailles (des habits d'adultes, des habits d'enfants). Il y a des habits pour homme et des habits pour femme. Ils sont usagés mais plutôt en bon état et sont posés de sorte qu'ils recouvrent entièrement chaque rectangle au sol. Ils forment des blocs éclairés au néon, une lumière froide. Des poteaux métalliques et rouillés ponctuent cette partie de l'installation. Dans tout l'espace, des haut-parleurs diffusent l'enregistrement des battements de cœurs. Ils sont situés sur chacun des quatre poteaux qui encadrent chaque rectangle de vêtements au sol.
Sous la coupole de la nef se trouve un amoncellement de vêtements mesurant environ 15 mètres de hauteur. À son sommet, un grappin relié à une grue de chantier de 25 mètres de hauteur prélève quelques-uns de ces vêtements, les soulève dans les airs avant de les relâcher : il s'agit d'une métaphore du doigt de Dieu,. C’est de ce mécanisme que part le son d’usine, métallique et sourd qui évoque un travail qui ne s’arrête jamais.

## Interprétations
Personnes est une œuvre qui suscite l'émotion et la réflexion sur la mort. Elle pose la question de l'humanité et de sa destinée. Les rectangles de vêtements posés au sol peuvent faire penser à des tombes dans un cimetière. L'ensemble est impressionnant par ses dimensions. L'artiste montre aussi le caractère aléatoire de la mort, qui frappe de manière aveugle dans les massacres, les bombardements, mais aussi les catastrophes naturelles.
Personnes est une installation artistique : elle a été pensée par Boltanski pour la nef du Grand Palais. Elle exploite les trois dimensions, la longueur, la largeur, la hauteur. Les spectateurs peuvent entrer et déambuler dans l'œuvre. Ils sont immergés dans une expérience qui fait appel à différents sens : la vue, l'ouïe et l'odorat (odeur des milliers de vêtements). Le froid fait également partie de cette expérience sensorielle. Le visiteurs est immergé dans l'installation et dans l'atmosphère qu'elle provoque. Ici, l'art est mis au service de la mémoire. Ainsi l'exposition porte bien son titre, « Monumenta », qui étymologiquement, vient du latin « se souvenir ». Mais Personnes est un monument éphémère.

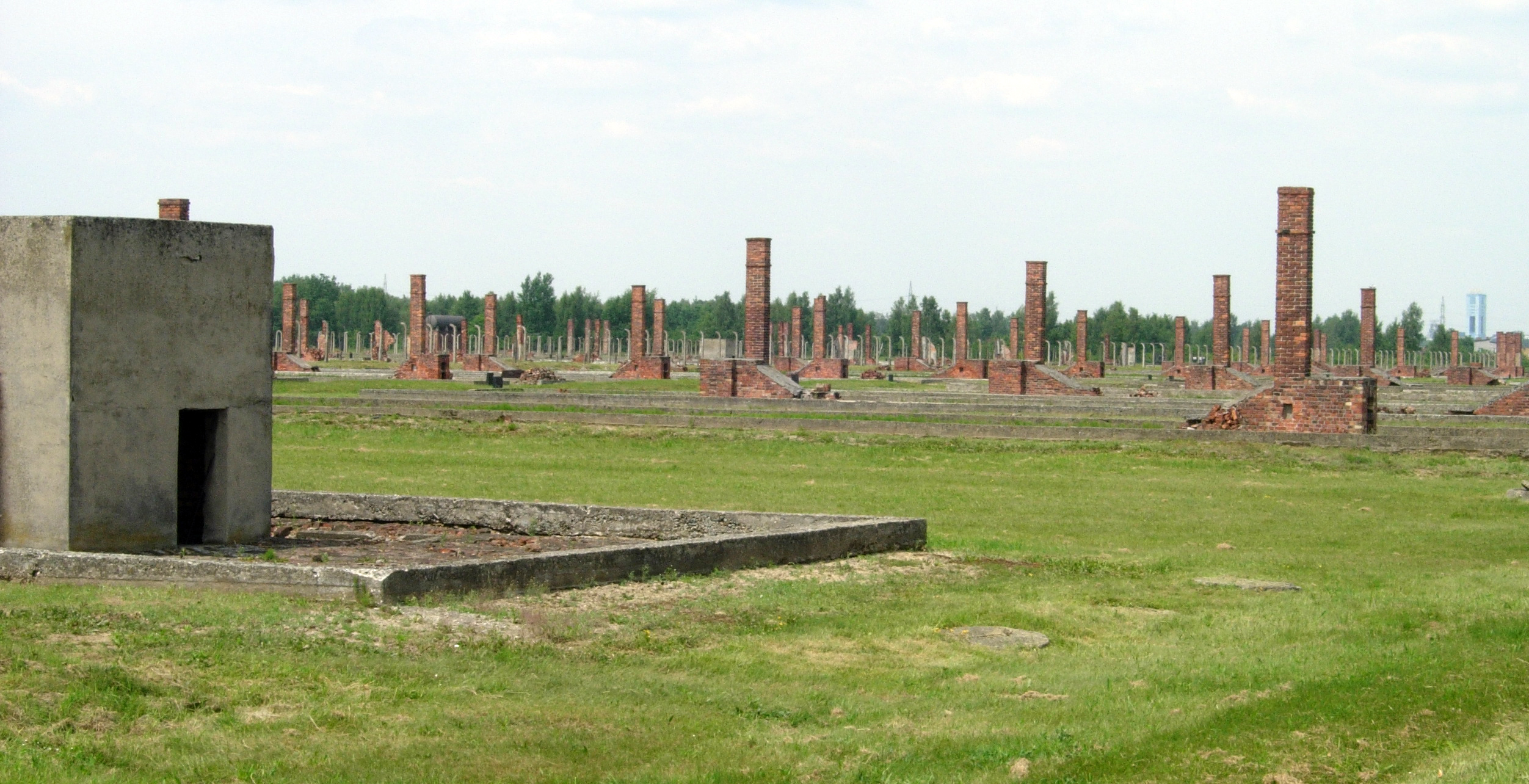
Ruines du camp d'Auschwitz

L'œuvre peut être interprétée comme une représentation d'un centre d'extermination nazi. Le mur de boîtes participe à cette référence. Le principe du mur est repris dans certains lieux commémoratifs juifs comme le « Mur des victimes » à Auschwitz ou le « Mur des justes » au Mémorial de la Shoah à Paris. Les numéros sur les boîtes renvoient aux numéros de matricule tatoués sur les déportés.
Vu d'en haut, les 69 rectangles peuvent faire penser au plan d'un camp comme Auschwitz. Les poteaux rouillés sont peut-être une allusion aux restes des camps de concentration, dont les installations ont disparu ou sont en ruines aujourd'hui. L'ordre et la géométrie de cette partie de l'installation symbolisent l'organisation méthodique de la Shoah par les nazis. Le tas de vêtements évoque les habits laissés par les prisonniers après leur arrivée dans le camp. Avec la grue, ils forment comme une décharge. L'absence de figures humaines dans l'œuvre renvoie à la déshumanisation des prisonniers. Le titre « Personnes » peut prendre différentes significations : les déportés n'étaient pas traités comme des êtres humains par les nazis. Mais « personne » est également un pronom qui, dans sa valeur négative, signifie l'absence d'individus. Le Shoah a été un processus industriel de destruction des êtres. Le côté mécanique de la grue s'inscrit dans cette référence. Le côté aléatoire fait également penser que la vie ne tient parfois qu'à un fil, comme ce fut le cas pour le père de Christian Boltanski qui échappa à la déportation en se cachant dans un espace sous le parquet de l'appartement familial pendant un an et demi.

## Arts, ruptures, continuités
Dans son installation Personnes, Boltanski reprend plusieurs thèmes et plusieurs procédés artistiques qu'il a déjà utilisés :
- l'emploi d'objets du quotidien (vêtements) ;
- les traces de l'existence humaine (vêtements) ;
- le travail sur la mémoire et l'humanité ;
- la Shoah ;
- la religion (la grue et le grappin, métaphore du doigt de Dieu[3]).

Christian Boltanski poursuit la collecte d'enregistrements de battements de cœur qu'il a engagée pour la réalisation des « Archives du Cœur ». Dans ce cadre, les visiteurs sont invités à enregistrer le son des battements de leur cœur et d'en faire don à l'artiste. Les battements sont ensuite réunis dans une sonothèque au Japon. L'installation Personnes fait référence à des images qui appartiennent à la mémoire collective, que l'on voit à l'école, dans les documentaires, les films, les visites de musées ou de lieux de commémoration de la Shoah.
L'installation Personnes forme un contraste avec le lieu qui l'abrite, la nef du Grand Palais à Paris, qui mesure 13 500 m² : l'humilité des vêtements tranche avec le caractère grandiose du bâtiment. À l'intérieur de l'œuvre, le contraste se fait entre l'horizontalité des vêtements posés au sol et le volume de la montagne de vêtements. Les tenues sont rangées de sorte qu'ils tiennent à l'intérieur de rectangles de dimensions identiques, alors que la montagne de vêtements est constituée d'habits en désordre. Le mouvement de la pince s'oppose au caractère statique des vêtements posés au sol. Cette métaphore est reprise dans le film La guerre des mondes de Steven Spielberg.